# Wilhelm (Mainz)
Wilhelm (* 929; † 2. März 968 in Rottleberode) war von 954 bis 968 Erzbischof von Mainz.

Wilhelm war der Sohn von Otto I. und einer vornehmen slawischen Kriegsgefangenen. Nach einer Vermutung Herbert Ludats handelt es sich bei der Slawin um die Schwester des Hevellerfürsten Tugumir. Am 17. Dezember 954 wurde er zum Erzbischof von Mainz gewählt. Von Papst Agapet II. erhielt Wilhelm die Bestätigung als Apostolischer Vikar, also Stellvertreter des Papstes in Deutschland. Von seinem Vater Otto erhielt er die Würde des Erzkapellans, aus dem sich später die Erzkanzlerwürde für Deutschland entwickelte, die bis zum Ende des Erzbistums 1803 mit dem Mainzer Erzbischofsstuhl verbunden blieb. Um 960 gründete Wilhelm das Augustiner-Chorherren-Stift bei St. Martin in Heiligenstadt. Er starb 968 in Rottleberode und wurde in der Albans-Basilika, Vorläufer des Stifts St. Alban vor Mainz, beerdigt.